# Hwang Jung-gon
Hwang Jung-gon (16 mei 1992) is een Zuid-Koreaanse golfprofessional. Hij speelt op de Japan Golf Tour en staat sinds eind 2012 in de top-200 van de wereldranglijst.
In 2011 behaalde hij zijn eerste overwinning op de Japanse Tour door bij het Mizuno Open  op de laatste hole een hole-in-one te maken. Na deze overwinning werd hij beloond met een wildcard voor het Brits Open.

## Gewonnen
Japan Golf Tour
- 2011: Gateway to the Open Mizuno Open (-13)
- 2012: Casio World Open (-19)